# Aglaia brassii
Aglaia brassii är en tvåhjärtbladig växtart som beskrevs av Merrill & Perry. Aglaia brassii ingår i släktet Aglaia och familjen Meliaceae. Inga underarter finns listade i Catalogue of Life.